# Hydrotaea bidentipes
Hydrotaea bidentipes är en tvåvingeart som beskrevs av Xue, Wang och Du 2007. Hydrotaea bidentipes ingår i släktet Hydrotaea och familjen husflugor.
Artens utbredningsområde är Tibet. Inga underarter finns listade i Catalogue of Life.